# Flaga Ontario
Flaga Ontario – jeden z symboli kanadyjskiej prowincji Ontario, w użyciu jako flaga cywilna i urzędowa.
Flaga ma kształt czerwonego prostokąta. W kantonie znajduje się flaga Wielkiej Brytanii, w części swobodnej – tarcza herbowa prowincji (w polu górnym krzyż świętego Jerzego, w polu dolnym zielonym trzy złote liście klonu na jednej gałązce). Proporcje flagi wynoszą 1:2.
Flaga bazuje na brytyjskiej banderze cywilnej, tzw. czerwonym sztandarze (Red Ensign) i nawiązuje do kanadyjskiej flagi państwowej sprzed 1965 roku, od której odróżnia się jedynie tarczą herbową (na tej drugiej widniała tarcza herbu państwowego).
Flaga przyjęta została przez parlament prowincji Ontario 14 kwietnia 1965 roku, a po raz pierwszy podniesiona została 21 maja tego samego roku. Motywacją do jej przyjęcia była trwająca w latach 60. ogólnokrajowa debata nad nową flagą państwową, która zaowocowała przyjęciem w lutym 1965 roku flagi z liściem klonowym. Ustanowienie dawnej flagi państwowej, w nieco zmienionej formie, flagą prowincji było wyrazem wierności mieszkańców prowincji wobec historii i kultury Kanady oraz Wielkiej Brytanii, czy też protestu wobec nowo przyjętej flagi państwowej. W podobnych okolicznościach ustanowiona została flaga prowincji Manitoba.